# Милмерсдорф
Милмерсдорф (њем. Milmersdorf) општина је у њемачкој савезној држави Бранденбург. Једно је од 34 општинска средишта округа Укермарк. Према процјени из 2010. у општини је живјело 1.716 становника. Посједује регионалну шифру (AGS) 12073396.

## Географски и демографски подаци
Милмерсдорф се налази у савезној држави Бранденбург у округу Укермарк. Општина се налази на надморској висини од 60 метара. Површина општине износи 62,9 km². У самом мјесту је, према процјени из 2010. године, живјело 1.716 становника. Просјечна густина становништва износи 27 становника/km².